# Мараведі
Мараведі (ісп. Maravedí [maɾaβeˈði], порт. Maravedi [mɐrɐvəˈdi), з араб. الدينار المرابطي динар моравідів) — назва різних монет із золота, а пізніше срібла, що перебували в обігу в християнських королівствах Піренейського півострова в XI—XIV століттях, а також назва різних піренейських розрахункових одиниць для цінних металів в період між XI і XIX століттями.
Перші золоті мараведі були викарбувані наприкінці XI століття Афонсу I в Португалії, Альфонсо VIII в Кастилії (біля 1072 року) та Фернандо II в Леоні та містили написи арабською та кастильською мовами. Протягом своєї історії мараведі зазнавало численних змін і девальвацій, поки не була перетворена на вільну валюту за часів католицьких монархів, коли вони прийняли її як частину своєї грошової системи в 1475 році.

## Етимологія

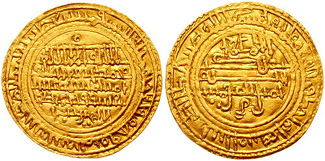
Золотий динар Альморавідів, Алі ібн Юсуф (правління 1106—1143), викарбуваний в 1138/39 рр.

Слово мараведі походить від арабського marabet або marabotin — різновиду золотого динара, що карбувався в Андалусії на Піренейському півострові марокканськими Альморавідами та отримав на їх честь свою назву (араб. المرابطون al-Murābitũn, спів. مرابط Murābit). Іспанське слово maravedí незвичайне тим, що має три задокументовані форми множини: maravedís, maravedíes і maravedises.

## Історія

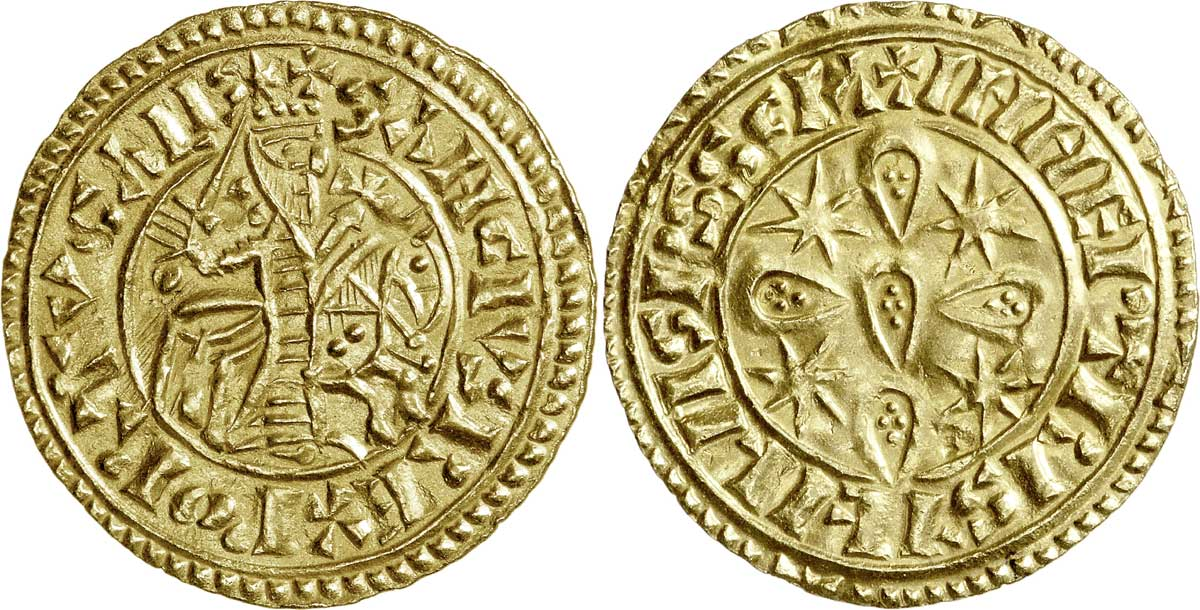
Золотий мараведі (мурабітіну), короля Португалії Саншу I (1185—1211).

### Золотий мараведі
Золотий динар вперше був викарбований на Піренеях в мавританському Аль-Андалусі ще за часів кордовського еміра Абд-ар-Рахмана III (912—961). Після того, як за період з 1086 по 1110 роки усі мусульманські землі Аль-Андалуза були підкорені марокканською династією Альморавідів (аль-Мурабитун), аль-андалузький динар став відомий по всій Європі як морабіт, моработін або мурабітіну.

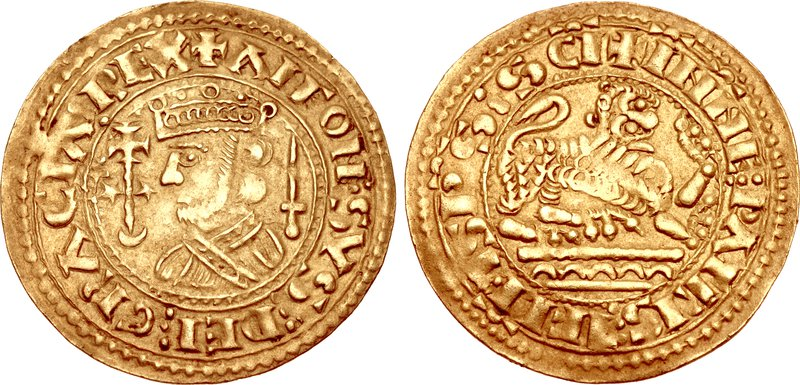
Золотий мараведі короля Ленону та Галісії Альфонсо IX (1188-1230)

У XII столітті золотий динар Альмаровідів скопіювали правителі християнських держав Піренейського півострова. Афонсу I, перший король Португалії (1139—1185), випустив золоті мараведі 931-ї проби вагою 3,9 г із зображенням короля на коні, герба Португалії та написом Moneta domini Alfonsi regis Portugalensium (монета пана Афонсу короля португальців). Його син Саншу I  (1185—1211), а також король Леону Фернандо II (1157—1188) та король Кастилії Альфонсо VIII (1158—1214) карбували золоті мараведі у власних країнах. Монета стала відомою як мурабітіну (порт. morabitino) в Португальському королівстві і як мараведі (ісп. maravedí) в інших Піренейських королівствах. Золотий мараведі Альфонсо VIII (Alfonsine Maravedí) зберіг написи арабською мовою, але мав зображення хреста і літери ALF внизу. Він важив близько 3,8 грама.
У Кастилії золотий мараведі незабаром став обліковою одиницею для золота, поряд із суельдо (від solidus) для срібла та дінеро (від лат. denarius) для білону. За Фернандо III (1217—1252) в Кастилії та Леоні карбувалися золоті монети вагою в пів мусульманського динара, які отримали назву Maravedí bueno, але мали лише три п'ятих ваги мараведі Альфонсо VIII. Після того, як ця монета увійшла в обіг, мусульманський динар отримав назву «подвійний мараведі» або добла, звідки й походить назва «дублон».

### Срібний мараведі
Зрештою за Альфонсо X Кастильського (1252—1284) мараведі стало повністю срібною монетою. На той час слово мараведі використовувалося як офіційно для певної монети, так і для будь-якої монети в розмовній мові, а також як синонім самих грошей, що призвело до певної плутанини в тлумаченні описів сум коштів, цін та монет XIII століття. У 1252 році Альфонсо X скасував пепіон Фернандо III і в подальшому послідовно зробив три випуски монет з низькопробного срібла, кожна з яких називалася мараведі. В 1252 році він розпочав карбувати срібний мараведі (Maravedís blancos або Maravedís de los Burgaleses), шість яких дорівнювали одному старому золотому мараведі. Пізніше ці монети отримали додаткові назви Maravedís viejos, Moneda viejo або Moneda blanca. Всього через шість років Альфонсо вилучив ці гроші з обігу та замінив їх білонними монетами під назвою Maravedíses negros, Maravedís de los Prietos або Prietos. Ця срібна монета, що карбувалась протягом 1258—1271 років важила 6,00 грам, містила 3,67 грам чистого срібла і коштувала 30 дінеро.

### Грошова розрахункова одиниця

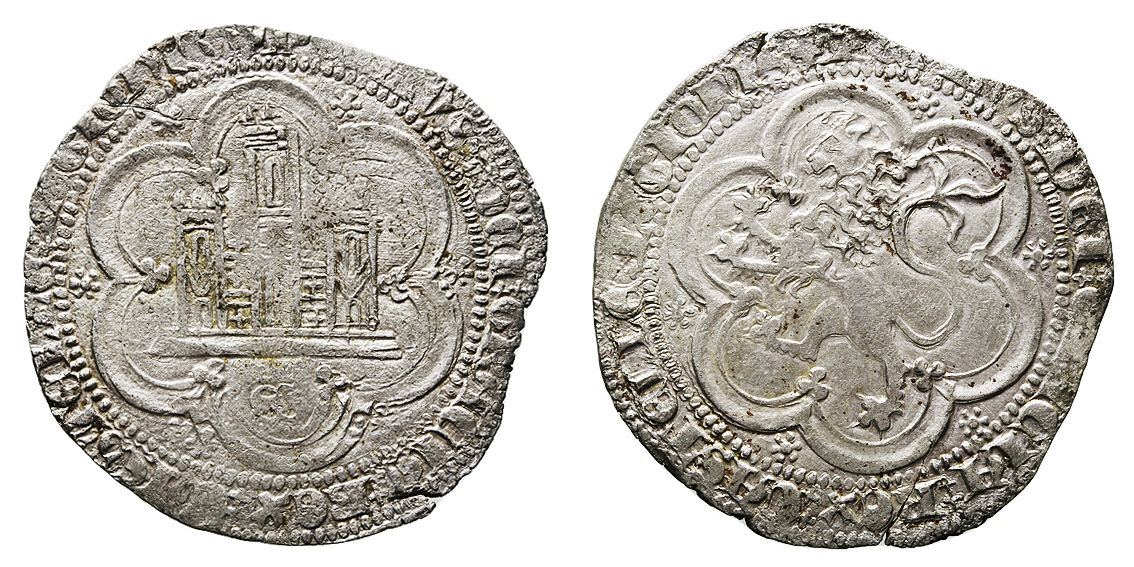
Срібна монета в 4 мараведі Педро I (1350—1369). Карбована у Севільї

У той же час розрахункова грошова одиниця мараведі дорівнювала 15 суельдо або 180 дінеро (1 суельдо=12 дінеро), тож один розрахунковий мараведі коштував шість срібних монет мараведі. Розрахунковий срібний мараведі за деякими оцінками становив близько 22 г срібла в 1258 році. Його вартість впала до 11 г. у 1271 році, до 3 г. у 1286 році та до 1,91 г. у 1303 році. Інфляція цін, виражених у мараведі між 1265 і 1278 роками перевищувала 500 % .
До 1300 року золотий мараведі зник як розрахункова грошова одиниця, поступившись в цій якості на користь срібного мараведі, що тепер використовувався як розрахункові одиниця для великих сум, для оцінки вартості інших золотих та срібних монет та для обліку некарбованого срібла, і з часом мараведі витіснило суельдо як основну облікову одиницю для цього дорогоцінного металу. Альфонсо XI (1312—1350) не називав жодну зі своїх монет мараведі, і з того часу цей термін використовувався лише як розрахункова одиниця, а не як назва монети. З середини XIV століття мараведі продовжував використовуватися як валюта рахунку, щоб здійснювати конвертації між різними валютами, що перебували в обігу. 
Після Першої кастильської громадянської війни, наприкінці XIV століття, щоб покрити витрати на війну були проведена суттєва девальвація монет. Оскільки мараведі, як розрахункова одиниця, був пов'язаний із вартістю знецінених монет, було створено новий мараведі, вартість якого становила половину старого мараведі.

Протягом періоду 1429—1451 рр., відбулась чергова девальвація мараведі, за якою слідував період стабільності, який тривав до 1460 р., і знову період девальвації приблизно до 1480. Наприклад, в 1471 році золотий кастельяно (енрікес) вагою в 4,6 грама 23-каратного золота оцінювалася в 310 мараведі. Вже у 1475 році кастельяно оцінювався в 440 мараведі, а в 1483 році — у 485 мараведі.

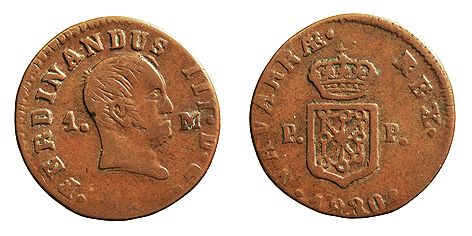
Мараведі Фернандо VII 1830 року.

Після грошової реформи католицькизх монархів Фернандо та Ізабелли в 1497 році, а Іспанії була введена нова золота монета екселенте вартістю 375 мараведі, та срібний реал вартістю 34 мараведі. З 1497 по 1642 рік, протягом періоду іспанського домінування в Європі, реал зберігав свою вартість — він містив 3,90 г чистого срібла. Таким чином, прив'язаний до реала мараведі протягом 145 років був еквівалентом 1/34 від такої ж кількості чистого срібла. В той же час вартість мараведі не залишалась еквівалентною початковій кількості золота, оскільки тоді як срібні монети Іспанії, володарки найбагатших копалень білого металу в світі зберігали свою вагу фіксованою, те саме не можна сказати про її золоті монети.
У 1537 році мараведі стало найменшою іспанською розрахунковою одиницею, 1/34 частиною іспанського реала. Мараведі залишався розрахунковою грошовою одиницею в Іспанії до 1847 року.

## Мараведі Нового світу
Після відкриття Іспанією Америки мідні мараведі разом із срібними реалами були першими монетами, викарбуваними в Іспанії з метою обігу в колоніях Нового світу. Ці монети, розроблені зі спеціальним дизайном для використання саме в Америці, вперше були викарбувані в Севільї в 1505 році для відправки на колоніальний острів Еспаньйола наступного року, таким чином започаткувавши історію монет для Нового Світу. До 1531 року ці монети все ще карбувалися, тепер і в Севільї, і в Бургосі. Ці мараведі використовувалися як іспанська колоніальна дрібна монета для невеликих транзакцій, а після відкриття монетних дворів у Новому Світі, монета карбувалась також у Мексиці (замовлено у 1535 році, виробництво розпочато у 1536 році), так і в Санто-Домінго (замовлено у 1536 році, виробництво розпочато у 1542 році),

## Галерея

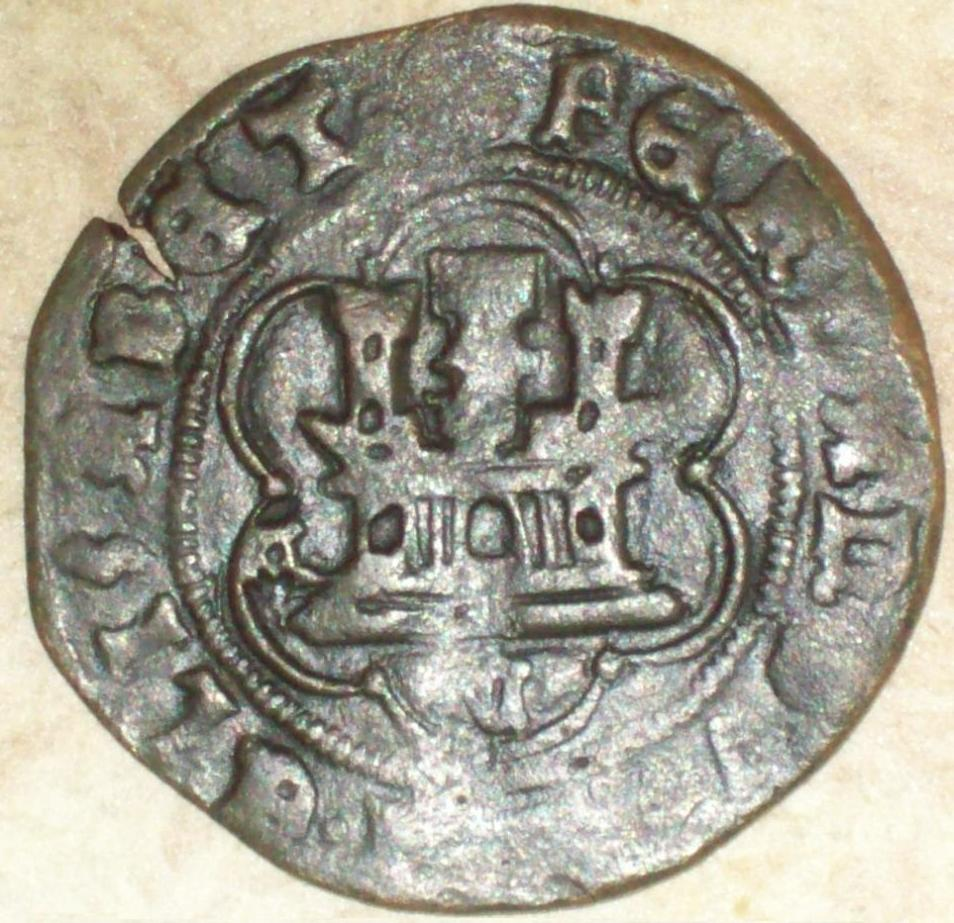
Аверс монети 4 мараведі Ізабелли I і Фернандо II , монетний двір Куенки.
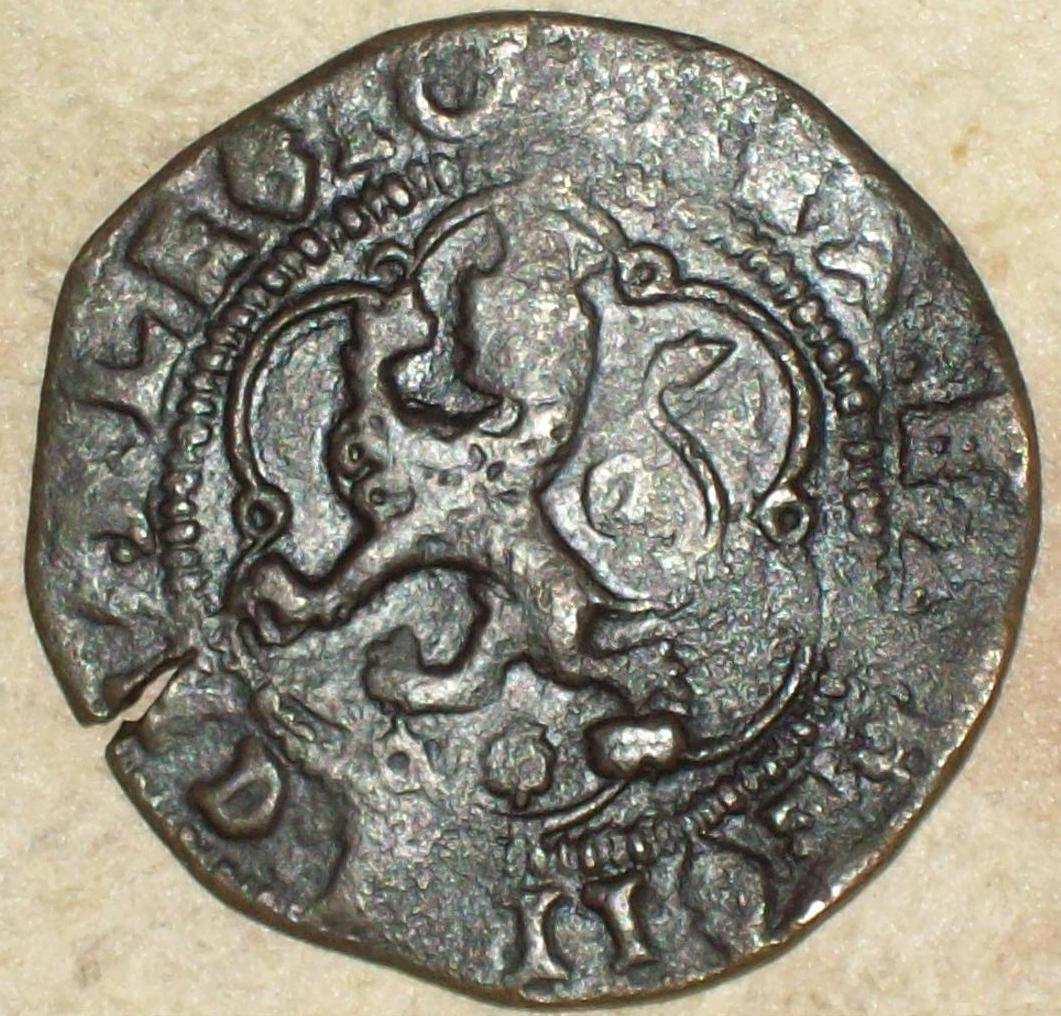
Реверс монети 4 мараведі Ізабелли I і Фернандо II, монетний двір Куенки.
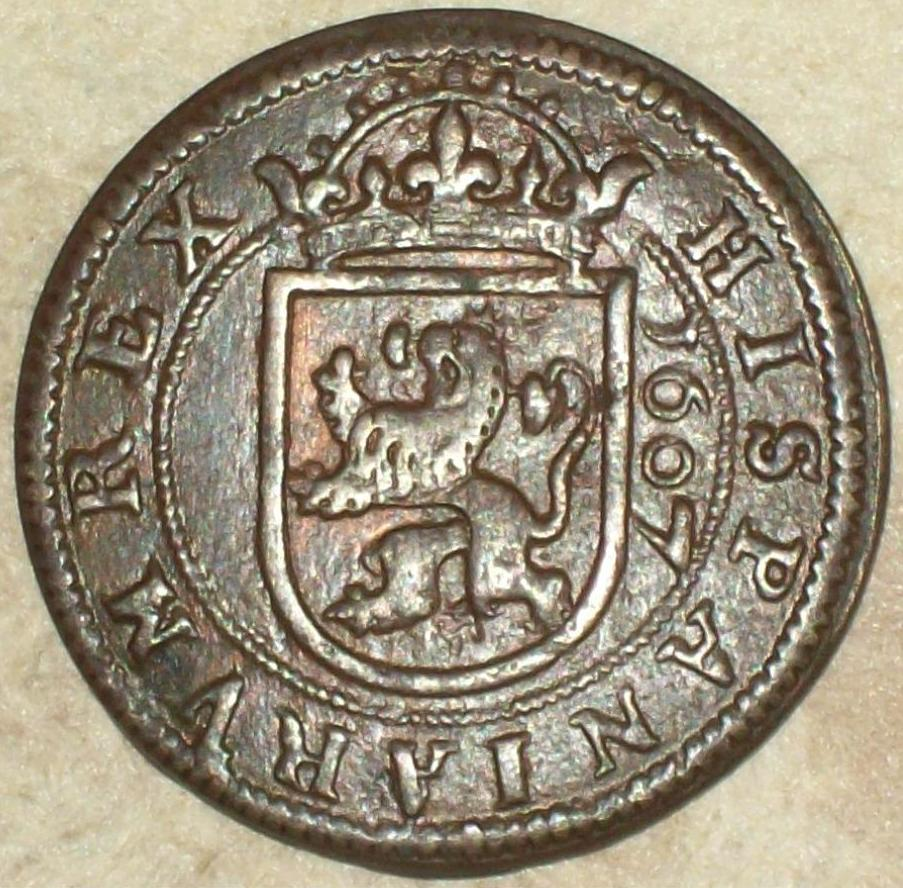
Аверс монети з 8 мараведі Філіпа III, монетний двір Сеговії 1607 року.
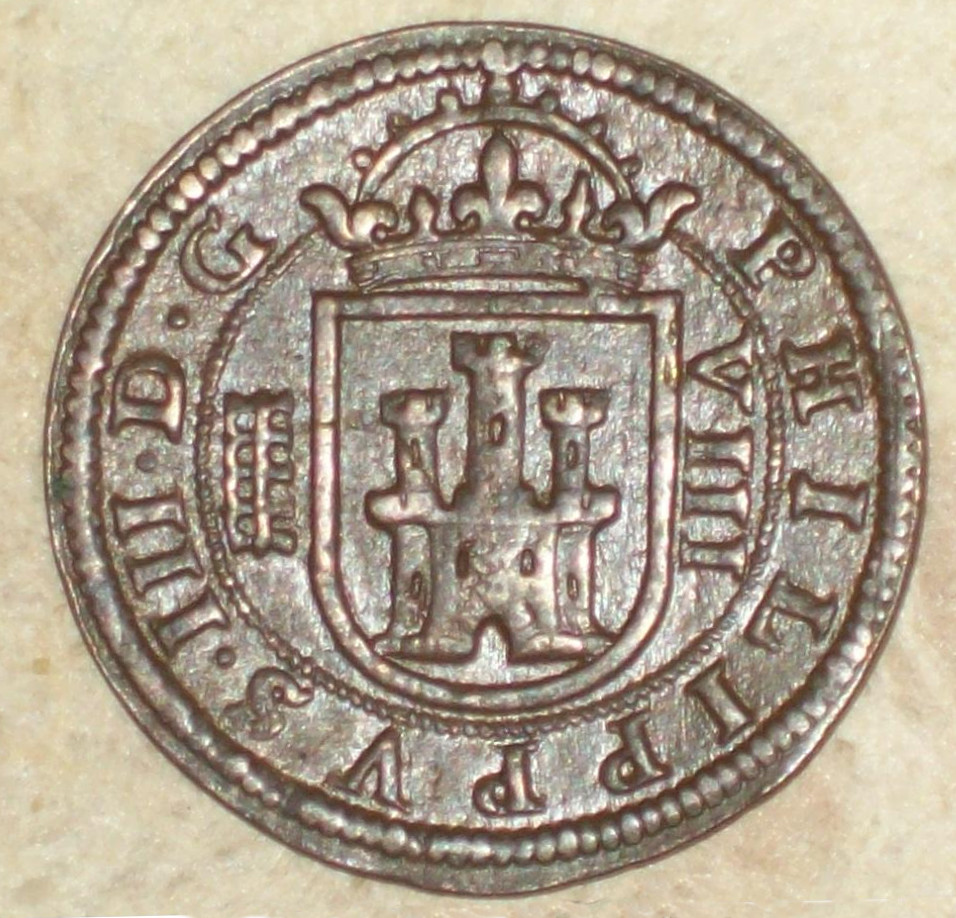
Аверс монети з 8 мараведі Філіпа III, монетний двір Сеговії 1607 року.
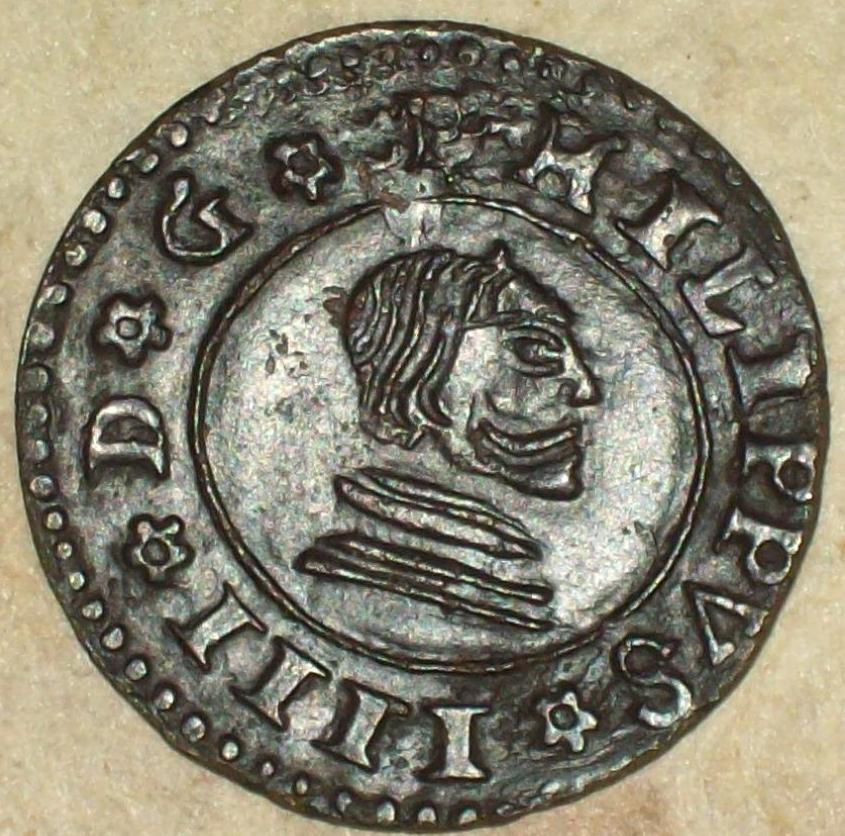
Аверс монети в 16 мараведі Філіпа IV, монетний двір Севільї 1662 року.
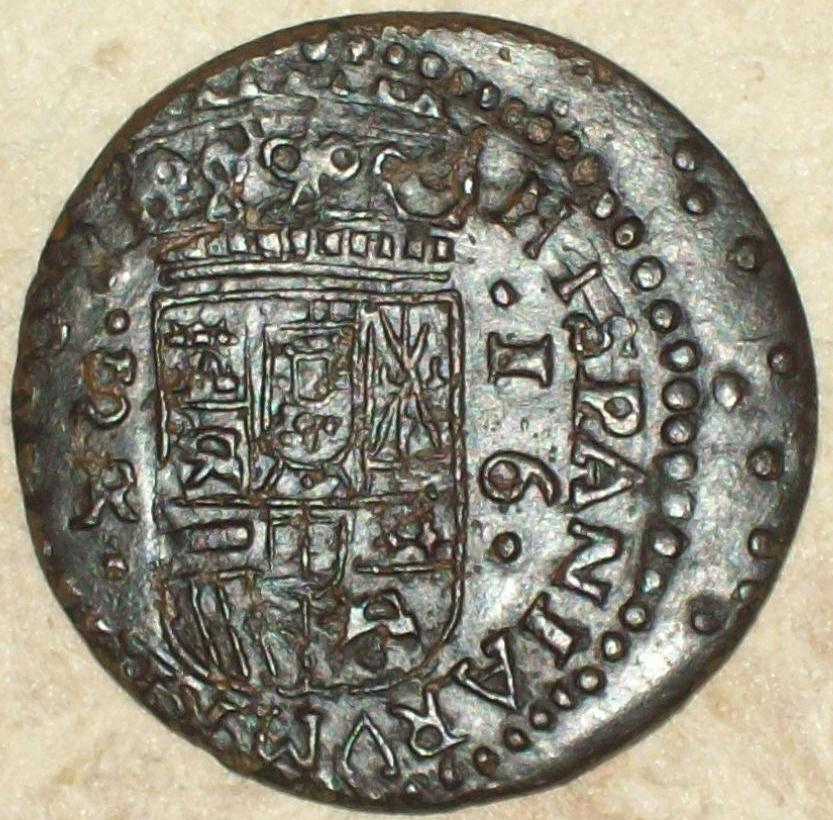
Реверс монети в 16 мараведі Філіпа IV, монетний двір Севільї 1662 року.
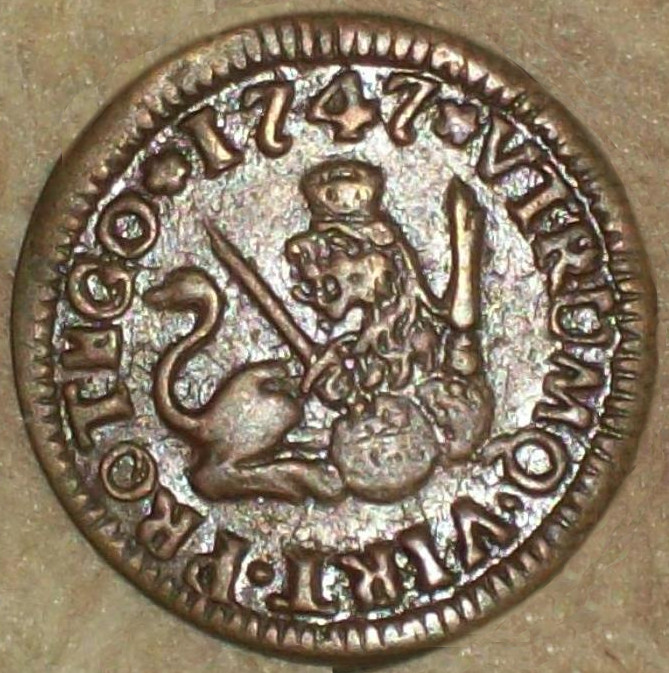
Аверс монети 1 Мараведі Фернандо VI, монетний двір Сеговії 1747 року.
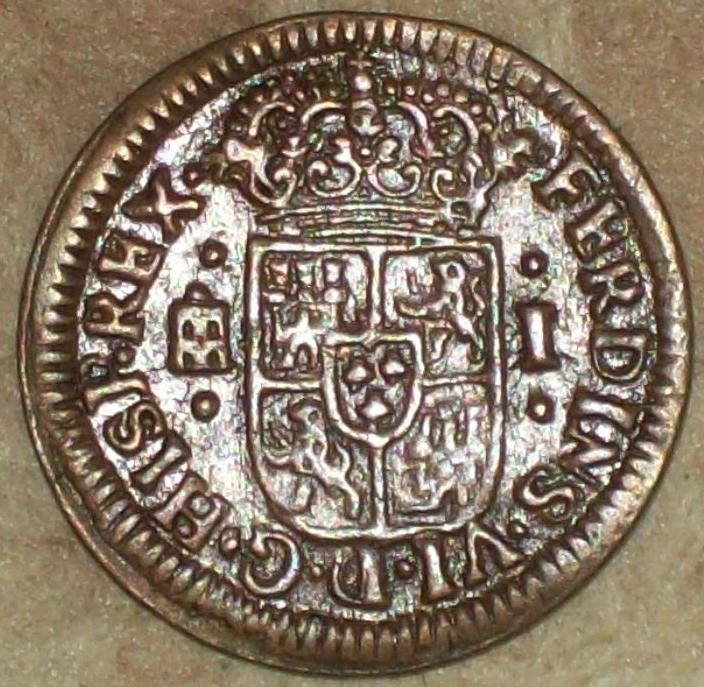
Реверс монети 1 Мараведі Фернандо VI, монетний двір Сеговії 1747 року.